# Antef V
Antef V fou un faraó de la dinastia XIII d'Egipte.
El nom de tron (nesut biti) fou Sehotepkare (el que complau l'ànima de Ra) o Hotepkare ("L'ànima de Ra està satisfeta") tot apareixent de les dues maneres, tot i que probablement la segona forma és una errada. Antef era el nom personal o Sa Ra.
La duracció del regnat està damnada al Papir de Torí, i només es llegeixen els dies, però segurament fou curt.
Alguns estudiosos consideren a Aya la seva esposa.